# ジャック・カッシーニ

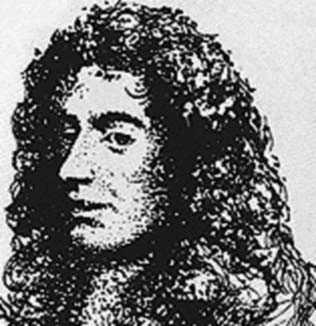
ジャック・カッシーニ

ジャック・カッシーニ（Jacques Cassini、1677年2月18日 - 1756年4月16日）は、フランスの天文学者・測地学者である。ジョヴァンニ・カッシーニの息子である。

## 生涯
父親の働くパリ天文台で生まれた。パリ天文台、及びパリ大学に属していたコレージュ・マザラン (collège Mazarin) で学んだ。17歳のときに科学アカデミーのメンバーに選ばれ、1698年にロンドン王立協会の会員に選ばれた。
父と同じくパリ天文台の正式な台長ではなかったが、指導的役割を果たし、太陽、月、惑星、木星と土星の衛星の正確な運行表を作成し、恒星の固有運動について業績をあげた。
1713年からフランスを南北に縦断するダンケルクと、ペルピニャン間と東西に横断する測量を行い、その結果を『地球の大きさと形状』(De la grandeur et de la figure de la terre、1720年)として発表した。測量結果と、当時支持者のあったデカルトの渦動説（星や惑星の自転や公転を流体の接触力から説明する説）からカッシーニは地球が南北に長い回転楕円体（長球）であるとした。ブーゲーら、ニュートンの理論から予想される南北に扁平な回転楕円体（扁球）であるとする人々と論争となり、後に1735年、科学アカデミーによってラップランド（トルネ谷）とペルーへ測量遠征隊が派遣され、実際に子午線弧長の測量が行われることになり、ニュートンの理論の正しいことが証明されることになった。